# Zikmund Bedřich z Herbersteinu
Zikmund Bedřich z Herbersteinu (německy Sigmund Friedrich Freiherr von Herberstein, 7. října 1549 – 12. března 1621) byl rakouský šlechtic, svobodný pán z rodu Herbersteinů ve Štýrsku. Zastával úřady císařského komorníka a hejtmana Štýrska a Korutan.

## Život a činnost

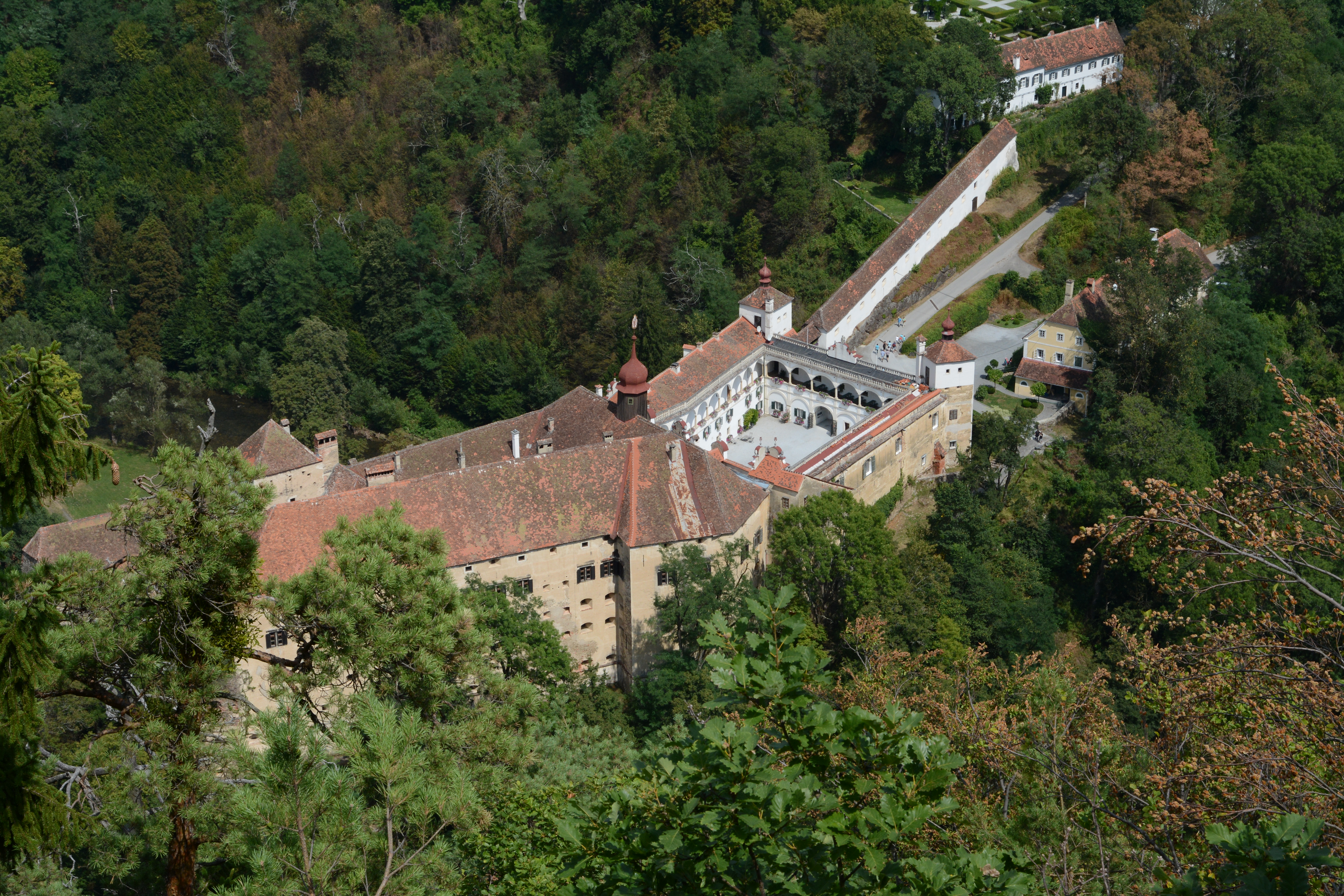
Hrad a zámek Herberstein, Štýrsko (od roku 1290 do současnosti)

Narodil se jako nejstarší syn Jiřího Zikmunda z Herbersteinu (1518 – 1578) a jeho manželky Markéty z Pörtschachu (* asi 1520).
Zikmund Bedřich sloužil jako komorník a tajný rada štýrského vévody Karla i jeho syna císaře Ferdinanda II. Byl také posledním představitelem evangelického vyznání, který od roku 1595 až do své smrti zastával úřad štýrského a korutanského hejtmana.
Ze své pozice radního a vrchního správce energicky prosazoval práva protestantů a snažil se čelit stále většímu vlivu katolických radních u dvora ve Štýrském Hradci. Jako hejtman však nebyl schopen potlačit protireformaci ani zabránit vyhnání svých protestantských souvěrců, kteří nebyli příslušníky šlechty.
Protestantští šlechtici se cílili bezpečné, dokud jejich iluzi 8. listopadu 1620 nezničilo vítězství císaře Ferdinanda II. v bitvě na Bílé hoře. Dne 1. srpna 1628 pak císař nařídil, aby všichni protestantští šlechtici do roka opustili území Vnitřních Rakous. Mnoho šlechtických rodů se následně rozdělilo na protestantské a katolické větve, aby si udrželi své majetky.
Zikmund Bedřich z Herbersteinu zemřel dne 12. března 1621 ve věku 71 nebo 72 let. Jeho vdova musela ve velmi pokročilém věku podstoupit nucenou konverzi, aby se vyhnula vyhnanství.
Polní zbroj Zikmunda Bedřicha z Herbersteinu z roku 1580 je možno vidět v muzeu v Seattlu.

## Rodina
Zikmund Bedřich z Herbersteinu se kolem roku 1576 oženil s Marií Magdalenou z Welz-Ebersteinu (* asi 1554 – 3. června 1642, Norimberk), dcerou svobodného pána (později hraběte) Jiřího Kryštofa z Welz-Ebersteinu († 1565/1566), kancléře arcivévody Karla, a Anny Turzóové z Bethlenfalvy († 1607). Manželé měli jednu dceru:  
- Marie Salome z Herbersteinu (* asi 1580 – 2. září 1642), provdaná asi 1605/1620 za svobodného pána Jana Ruprechta t Rindsmaul-Fraunheimu (* 31. srpna/1. září 1570 – 15. května 1651). Dítě:
  - Jan Otto z Rindsmaulu († 1667), hrabě